# Festival de Cinema de Sydney

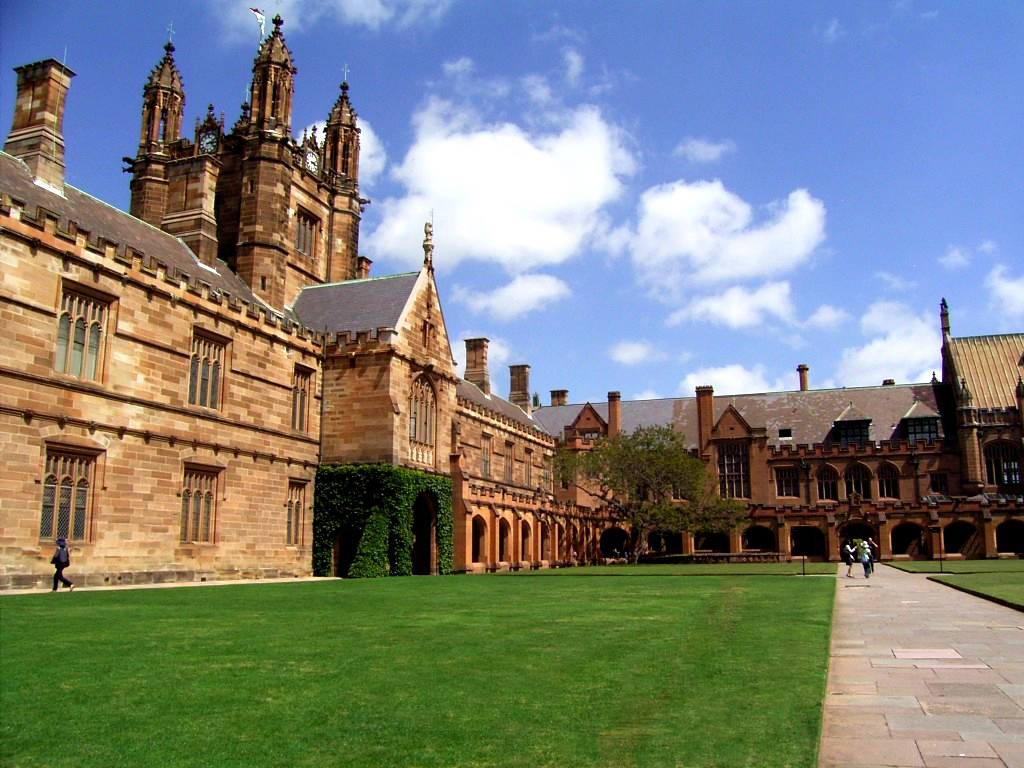
Main Quadrangle of the University of Sydney. Own photo

O Festival de Cinema de Sydney é um evento anual de cinema que ocorre na cidade de Sydney na Austrália no mês de junho. A sua primeira edição ocorreu em 1954.